# 1982년 아시안 게임 인도 선수단
인도는 1982년 11월 19일에서 12월 4일까지 자국 뉴델리에서 열린 제9회 아시안 게임에 참가했다.